# Amy Aquino
Amy Aquino (Teaneck, 20 marzo 1957) è un'attrice statunitense.
È laureata in biologia presso l'Università di Harvard.
È sposata dal 1995 con il falegname Drew McCoy.

## Filmografia parziale

### Cinema
- Una donna in carriera (Working Girl), regia di Mike Nichols (1988)
- A proposito di donne (Boys on the Side), regia di Herbert Ross (1995)
- Undisputed, regia di Walter Hill (2002)
- White Oleander, regia di Peter Kosminsky (2002)
- The Singing Detective, regia di Keith Gordon (2003)
- In Good Company, regia di Paul Weitz (2004)
- Sballati d'amore (A Lot like Love), regia di Nigel Cole (2005)
- In My Sleep, regia di Allen Wolf (2010)
- Giurato numero 2 (Juror #2), regia di Clint Eastwood (2024)

### Televisione
- Oltre il ponte (Brooklyn Bridge) – serie TV, 32 episodi (1991-1993)
- Un papà da prima pagina (Madman of the People) – serie TV, 16 episodi (1994-1995)
- La famiglia Brock (Picket Fences) – serie TV, 12 episodi (1995-1996)
- Giudice Amy (Judging Amy) – serie TV, episodi 1x03-1x04-1x20 (1999-2000)
- West Wing - Tutti gli uomini del Presidente (The West Wing) – serie TV, episodio 1x17 (2000)
- Felicity – serie TV, 10 episodi (2000-2002)
- Alias – serie TV, episodio 2x05 (2002)
- Crossing Jordan – serie TV, 8 episodi (2001-2004)
- Tutti amano Raymond (Everybody Loves Raymond) – serie TV, 4 episodi (2002-2005)
- Desperate Housewives – serie TV, episodio 3x13 (2007)
- Grey's Anatomy – serie TV, episodio 5x04 (2008)
- E.R. - Medici in prima linea (ER) – serie TV, 26 episodi (1995-2009)
- Brothers & Sisters - Segreti di famiglia (Brothers & Sisters) – serie TV, 5 episodi (2009-2010)
- Detective Monk (Monk) – serie TV, episodio 8x08 (2009)
- Castle – serie TV, episodio 2x20 (2010)
- Private Practice – serie TV, episodio 3x22 (2010)
- Harry's Law – serie TV, 5 episodi (2011)
- Il risolutore (The Finder) – serie TV, 4 episodi (2012)
- The Mentalist – serie TV, episodio 5x11-5x12 (2013)
- Being Human – serie TV, 9 episodi (2013-2014)
- Bosch – serie TV, 68 episodi (2014-2021)
- The Falcon and the Winter Soldier – miniserie TV (2021)

## Doppiatrici italiane
Nelle versioni in italiano delle opere in cui ha recitato, Amy Aquino è stata doppiata da:
- Stefania Romagnoli in White Oleander, E.R. - Medici in prima linea (st. 6-15), CSI - Scena del crimine (ep. 9x07), The Closer
- Barbara Castracane in The Mentalist, Bosch
- Daniela Nobili in E.R. - Medici in prima linea (st. 1-3)
- Beatrice Margiotti in Undisputed
- Emanuela Rossi in Alias
- Paila Pavese in CSI: NY
- Claudia Balboni in Desperate Housewives
- Silvia Tognoloni in Ghost Whisperer - Presenze
- Rita Savagnone in CSI - Scena del crimine (ep. 7x07)
- Mirta Pepe in Grey's Anatomy
- Alessandra Grado in Detective Monk
- Alessandra Korompay in The Lazarus Effect
- Roberta Greganti in The Falcon and the Winter Soldier
- Fabrizia Castagnoli in Giurato numero 2